# うた乃
うた乃（うたの、8月14日 - ）は、日本の漫画家。女性。

## 経歴・特徴
『COMICポプリクラブ』に作品を発表していた。目の丸い、丸顔のかわいらしい絵を描く傾向がある。艦これのファンだという。

## 作品リスト

### 書籍
男性向け
1. 『初恋十色（ハツコイトイロ）』 2014年4月24日発売[3]、マックス〈ポプリコミックス〉、ISBN 978-4-86379-312-5
  - 「ましゅまろほいっぷ」 （『COMICポプリクラブ』2014年1月号）
  - 「素直じゃないもんっ」 （『COMICポプリクラブ』2013年1月号）
  - 「こいかふぇ」 （『COMICポプリクラブ』2013年11月号）
  - 「壁のむこうの可愛い人。」 （『COMICポプリクラブ』2012年6月号）
  - 「召しませ恋乙女」 （『COMICポプリクラブ』2012年11月号）
  - 「Sweet dream」 （『COMICポプリクラブ』2013年8月号）
  - 「星に願いを」 （『COMICポプリクラブ』2013年5月号）
  - 「Complex honey」 （『COMICポプリクラブ』2012年4月号）
  - 「恋色シロップ」 （『COMICポプリクラブ』2012年8月号）
  - 「Sweet,Sweet」 （『COMICポプリクラブ』2012年1月号）
  - 「蜜月」（描き下ろし）
2. 『お兄ちゃんとあかるい近親計画』 2015年4月4日発売[4]、海王社〈海王社コミックス〉、ISBN 978-4-79640-702-1
収録作品：「妹がいつまでたっても起きないのでイタズラしてみた」・「お兄ちゃん、起きて。」、「妹が剃ってと言うので」、「妹が剃ってと言うので2」、「お兄ちゃんにオトナにして貰おう!」、「これまでも、この先も」、「Hyponic Love」、「無垢で処女な筈の君は開発済み?」、「密室と処女と甘いお薬」、「いじわるしないで、せんせい」 、「突然降って湧いた遺産は異国の少女」、「えっちな下着は好きですか?」
  - 『お兄ちゃんとあかるい近親計画』 2019年9月発売、楽楽出版〈RK COMICS CYBERIA SERIES〉、ISBN 978-4-86704-850-4
3. 『放課後の秘めゴト』 2017年3月4日発売[5]、海王社〈海王社コミックス〉、ISBN 978-4-7964-0979-7
収録作品：「耐痴漢」・「耐痴漢」〜舞〜、「ちなちゃんの痴漢日記」、「STALK〜双子姦〜」、「酩酊女子」、「水と蜜と」、「真夜中兄妹」、「すきすきだいすきっ」
  - 『放課後の秘めゴト』 2019年9月発売、楽楽出版〈RK COMICS CYBERIA SERIES〉、ISBN 978-4-86704-895-5

ティーンズ・ラブ
1. 『隣人は不器用で絶倫な英国紳士』 2020年6月27日発売[6]、ぶんか社〈ぶんか社コミックス Sgirl Selection〉、ISBN 978-4-8211-3942-2
2. 『「襲ってないよ?…愛撫だけ」世話焼きオーナーの甘い策略』 ぶんか社〈ぶんか社コミックス Sgirl Selection〉
  1. 2021年4月15日発売[7]、ISBN 978-4-8211-2775-7
  2. 2022年6月16日発売[8]、ISBN 978-4-82112-983-6
3. 『はしたないですよ、お嬢様』 2022年3月10日発売[9]、三交社〈kanonmia comics〉、ISBN 978-4-8155-6201-4

### 読み切り
- 水と蜜と （『COMICポプリクラブ』2014年8月号）